# پیچ‌تلگرافی ایرانی
پیچ‌تلگرافی ایرانی (نام علمی: Vinca herbacea) نام یک گونه از سرده پیچ تلگرافی است.

## توضیحات
پیچ‌تلگرافی ایرانی یک گیاه چند ساله علفی است که همانند انگور دنباله‌دار رشد می‌کند، در امتداد زمین گسترش می‌یابد و در امتداد ساقه‌ها ریشه می‌ریزد تا پرگنه‌ی تاگی را تشکیل دهد که تا ارتفاع 10 تا 20 سانتی‌متر رشد می‌کند.
برگ‌ها مخالف یکدیگر، نیزه‌ای شکل، 1-5 سانتی متر طول و 0.2-3 سانتی متر عرض، سبز براق با حاشیه کامل و تقریباً بدون دمبرگ بسیار کوتاه هستند.
گل‌ها در اواخر تابستان به رنگ آبی مایل به بنفش یا گاهی سفید با قطر 2.5-3.5 سانتیمتر با تاج پنج لوبی تولید می شوند.